# حامية الجيش (بمبور الشرقي)
حامية الجيش (بالإنجليزية: Army Garrison, Bampur)‏ هي قرية ومنشأة عسكرية تقع في إيران في سيستان وبلوتشستان. يقدر عدد سكانها بـ 92 نسمة .